# Lepanthes selenitepala
Lepanthes selenitepala är en orkidéart som beskrevs av Heinrich Gustav Reichenbach. Lepanthes selenitepala ingår i släktet Lepanthes och familjen orkidéer.
Artens utbredningsområde är Puerto Rico.

## Underarter
Arten delas in i följande underarter:
- L. s. ackermanii
- L. s. selenitepala